# Spółka
Spółka (łac. societas) – rodzaj działalności osób fizycznych lub prawnych oparty na umowie albo statucie, a mający zazwyczaj na celu prowadzenie działalności gospodarczej.
Spółka stanowi formę współdziałania (zrzeszenia) podmiotów prawa cywilnego w ramach wyodrębnionej normatywnie odrębnej instytucji prawnej.
Spółki systematyzuje się najczęściej według gałęzi prawa, która je reguluje. W prawie polskim wyróżnia się:
- spółki prawa administracyjnego, które są zrzeszeniami osób powoływanymi do nadzoru nad wspólnymi przedsięwzięciami:
  - spółki wodne
  - spółki do zagospodarowania wspólnot gruntowych
- spółki prawa cywilnego: obecnie jest to tylko spółka cywilna, która jest umową opisywaną w Kodeksie cywilnym. Oznacza to, iż nie jest ona podmiotem żadnych praw ani obowiązków, nie posiada majątku – w obrocie występują natomiast wspólnicy spółki cywilnej, będący przedsiębiorcami, a wszelki majątek jest majątkiem wspólników i stanowi ich współwłasność łączną (bezudziałową).
- spółki prawa handlowego (handlowe), które są (w pewnym uproszczeniu) odrębnymi podmiotami prawa, tworzonymi na podstawie odpowiednich umów:
  - spółki osobowe:
    - spółka jawna
    - spółka partnerska
    - spółka komandytowa
    - spółka komandytowo-akcyjna

  - spółki kapitałowe:
    - spółka z ograniczoną odpowiedzialnością
    - prosta spółka akcyjna[2]
    - spółka akcyjna
- spółki paneuropejskie:
  - spółka europejska
  - europejskie zgrupowanie interesów gospodarczych

Niektóre spółki, ze względu na ich specyficzne cechy pozanormatywne, określa się mianem „lwiej spółki” lub „spółki cichej”, inne spółki na podstawie cech normatywnych kwalifikuje się jako spółki jednoosobowe, spółki dominujące, spółki powiązane, spółki zależne i spółki publiczne.